# Deutsche Badmintonmeisterschaft 2006
Die Deutsche Badmintonmeisterschaft 2006 fand vom 2. bis zum 5. Februar 2006 in Bielefeld statt.

## Medaillengewinner
| Disziplin    | Gold                                                                   | Silber                                                                      | Bronze                                                                 |
| ------------ | ---------------------------------------------------------------------- | --------------------------------------------------------------------------- | ---------------------------------------------------------------------- |
| Herreneinzel | Björn Joppien (FC Langenfeld)                                          | Conrad Hückstädt (SG EBT Berlin)                                            | Andreas Wölk (FC Langenfeld)                                           |
| Herreneinzel | Björn Joppien (FC Langenfeld)                                          | Conrad Hückstädt (SG EBT Berlin)                                            | Dieter Domke (PSV Ludwigshafen)                                        |
| Dameneinzel  | Xu Huaiwen (1. BC Bischmisheim)                                        | Petra Overzier (1. BC Beuel)                                                | Karin Schnaase (SC Union 08 Lüdinghausen)                              |
| Dameneinzel  | Xu Huaiwen (1. BC Bischmisheim)                                        | Petra Overzier (1. BC Beuel)                                                | Juliane Schenk (SG EBT Berlin)                                         |
| Herrendoppel | Kristof Hopp (1. BC Bischmisheim) Ingo Kindervater (1. BC Beuel)       | Michael Fuchs (1. BC Bischmisheim) Roman Spitko (TuS Wiebelskirchen)        | Tim Dettmann (SG EBT Berlin) Johannes Schöttler (VfL 93 Hamburg)       |
| Herrendoppel | Kristof Hopp (1. BC Bischmisheim) Ingo Kindervater (1. BC Beuel)       | Michael Fuchs (1. BC Bischmisheim) Roman Spitko (TuS Wiebelskirchen)        | Thomas Tesche (1. BC Bischmisheim) Joachim Tesche (1. BC Bischmisheim) |
| Damendoppel  | Juliane Schenk Nicole Grether (EBT Berlin)                             | Kathrin Piotrowski (1. BC Bischmisheim) Sandra Marinello (PSV Ludwigshafen) | Carina Mette (FC Langenfeld) Caren Hückstädt (BW Wittorf)              |
| Damendoppel  | Juliane Schenk Nicole Grether (EBT Berlin)                             | Kathrin Piotrowski (1. BC Bischmisheim) Sandra Marinello (PSV Ludwigshafen) | Birgit Overzier (1. BC Beuel) Michaela Peiffer (TuS Wiebelskirchen)    |
| Mixed        | Ingo Kindervater (1. BC Beuel) Kathrin Piotrowski (1. BC Bischmisheim) | Kristof Hopp (1. BC Bischmisheim) Birgit Overzier (1. BC Beuel)             | Roman Spitko (TuS Wiebelskirchen) Carina Mette (FC Langenfeld)         |
| Mixed        | Ingo Kindervater (1. BC Beuel) Kathrin Piotrowski (1. BC Bischmisheim) | Kristof Hopp (1. BC Bischmisheim) Birgit Overzier (1. BC Beuel)             | Tim Dettmann (SG EBT Berlin) Annekatrin Lillie (VfB Lübeck)            |